# Мурад (хан Золотої Орди)
Мурад (*д/н — 1364) — хан Золотої Орди у 1362, 1364 роках.

## Життєпис
Походив з династії Чингізидів. Стосовно батька існують розбіжності: за одними відомостями був сином Орду-Шейха з Білої Орди, за іншими сином Хизр-хана, правителя Золотої Орди. Після загибелі останнього у серпні 1361 році вступив у боротьбу за трон з Тимур-Ходжою. Проте їх протистоянням скористався Орду-Мелік з Синьої Орди, який захопив владу в Сарай-Берке.
Деякий час вів кочове життя, збираючи війська. У 1362 році домовився з митрополитом Олексієм щодо надання коштів в обмін на визнання Дмитра Івановича Московського великим князем Володимирським. У вересні 1362 року у запеклій битві завдав поразки хану Кільдібеку захопивши столицю держави. Невдовзі переміг темніка Мамая, який намагався посадити на трон свого ставленика Абдулах-хана, який вимушений був відступити. Таким чином Золота Орда розділилася на дві частини. У Сараї і на лівому березі Волги правил хан Мурад, а на правому березі Волги від імені хана Абдаллаха — Мамай. Невдовзі Мурад визнав Дмитра Івановича великим князем. Проте вже на початку жовтня, скориставшись великими втратами у війську хана внаслідок боїв проти суперників, Сарай-берке захопив Мір-Пулад.
Згодом боровся проти Мір-Пулада, Абдулаха і Пулад-Ходжи. Восени 1364 року тимчасово захопив владу в Золотій Орді, передавши ярлик на велике князівство Володимирське Дмитру Костянтиновичу Суздальському. Проте невдовзі хана Мурада вбив старший емір Ільяс.